# Burdschiyya-Dynastie
Die Burdschiyya-Dynastie (arabisch المماليك البرجية al-Mamālīk al-Burdschiyya, DMG al-mamālīk al-burǧīya, auch Burdschi-Mamluken, abgeleitet von arabisch برج, DMG burǧ ‚Turm‘) stellte von 1382 bis 1517 die Sultane der tscherkessischen Mamluken in Ägypten. Die Burdschiyya-Dynastie in Ägypten war im Gegensatz zur turkstämmigen Bahri-Dynastie dadurch gekennzeichnet, dass die Mamlukensultane vor allem von Tscherkessen aus dem Kaukasusgebiet gestellt wurden und die Mamlukenemire erheblichen Einfluss auf die Regierung hatten.

## Geschichte
Mit der Regierung von Barquq (1382–1399) endete die lange Friedensperiode des Reichs, als Timur Lenk Persien und den Irak eroberte und auch Syrien angriff. Da unter Faradsch (1399–1412) das Bündnis mit den Osmanen aufgegeben worden war, konnte Timur in Syrien Aleppo, Hama, Homs und Damaskus erobern und plündern, bevor er die Osmanen in Anatolien angriff.
Zwar kam es zu keiner Invasion in Ägypten, doch war die Wirtschaft des Reichs schwer zerrüttet. So mussten Anleihen zur Finanzierung des Heeres aufgenommen und die Währung abgewertet werden. Dazu kamen Missernten, Hungersnöte, Pestepidemien und Beduineneinfälle. Auch durch den Rückgang der Bevölkerung und die Verödung ganzer Landstriche wurde die Wirtschaftskraft stark geschwächt. Hinzu kamen noch Machtkämpfe zwischen den türkischen und tscherkessischen Mamluken.
Der wirtschaftlichen Krise versuchte Barsbay (1422–1438) durch die Bildung von Staatsmonopolen beim Gewürzhandel und der Zuckerproduktion gegenzusteuern. Allerdings verstärkten diese, ebenso wie Sondersteuern und Konfiskationen die wirtschaftliche Krise. Dennoch war das Mamlukenreich noch stark genug um 1425 Zypern zu erobern.
Unter Sultan Qait Bay (1468–1496) kam es noch einmal zu einem kulturellen Aufschwung und zu einer regen Bautätigkeit in Kairo. Allerdings machte sich die osmanische Bedrohung zunehmend bemerkbar. Zwar konnte im ersten Krieg mit den Osmanen (1485–1490) Kilikien behauptet werden, doch verweigerten die Mamluken in der Folgezeit die Ausrüstung mit „unstandesgemäßen“ Feuerwaffen. So konnten die Osmanen unter Selim I. 1516/1517 die technologisch unterlegenen Mamluken bei Aleppo und Kairo besiegen und das Mamlukenreich erobern. (Siehe: Osmanenherrschaft in Ägypten und Ibn Zunbul)

## Herrscher
- Barquq (1382–1389 und 1390–1399)
- Faradsch (1399–1405) abgesetzt
- al-Mansur Abd al-Aziz (1405) abgesetzt
- Faradsch (1405–1412) wiedereingesetzt
- al-Mustain (1412) abgesetzt
- al-Mu'aiyad Schaich (1412–1421)
- al-Muzaffar Ahmad II. (1421) abgesetzt
- az-Zahir Tatar (1421)
- as-Salih Muhammad III. (1421–1422)
- Barsbay (1422–1438)
- al-Aziz Yusuf (1438) abgesetzt
- Dschaqmaq (1438–1453)
- al-Mansur Uthman (1453) abgesetzt
- al-Aschraf Sayf ad-Din Inal (1453–1461)
- al-Mu'ayyad Ahmad III. (1461) abgesetzt
- Chuschqadam (1461–1467)
- az-Zahir Bilbay (1467) abgesetzt
- Timurbugha (1467–1468)
- Qait Bay (1468–1496)
- an-Nasir Muhammad IV. (1496–1498) ermordet
- az-Zahir Qansuh I. (1498–1500) abgesetzt
- al-Aschraf Dschanbalat (1500–1501) abgesetzt
- al-Adil Tuman Bay I. (1501) abgesetzt
- al-Aschraf Qansuh II. al-Ghuri (1501–1516)
- al-Aschraf Tuman Bay II. (1516–1517) hingerichtet